# La última aventura
La última aventura es una obra de teatro de Ana Diosdado, estrenada en 1999.

## Argumento
La trama se centra en el triángulo amoroso formado por Víctor, dueño de la cafetería en la que se desarrolla la acción, y su esposa Sisi y el exmarido de esa Flip. También hay un triángulo amoroso pretendido entre Víctor y los inmigrantes árabes Fátima y Rachid.

## Personajes
Personajes principales'
- Víctor Plaza - dueño del café-librería
- Felipe Romay (Flip) - su amigo y el ex-marido de Sisi
- Isabel Elorrieta (Sisi) - la esposa de Víctor
- Maxi - un cliente del café-librería y estudiante de Víctor

Personajes secundarios
- Raschid - un árabe comerciente en España
- Fátima (Um Raschid) - la madre de Raschid
- Essey - la primera esposa de Raschid

## Estreno
- Teatro Romea, Murcia, 11 de febrero de 1999.
  - Dirección: Ana Diosdado.
  - Escenografía: José Luis Raymond.
  - Intérpretes: Luis Merlo, Natalia Millán, Alberto Delgado, Ana Casas, Daniel Diosdado, Juan Meseguer.